# Śluza im. inż. Tadeusza Tillingera
Śluza im. inż. Tadeusza Tillingera (Śluza Żerań) – wybudowana wraz z Kanałem Żerańskim śluza na drodze wodnej z warszawskiej Wisły nad Jezioro Zegrzyńskie. Nosi imię Tadeusza Tillingera, polskiego inżyniera hydrotechnika.

## Opis konstrukcji

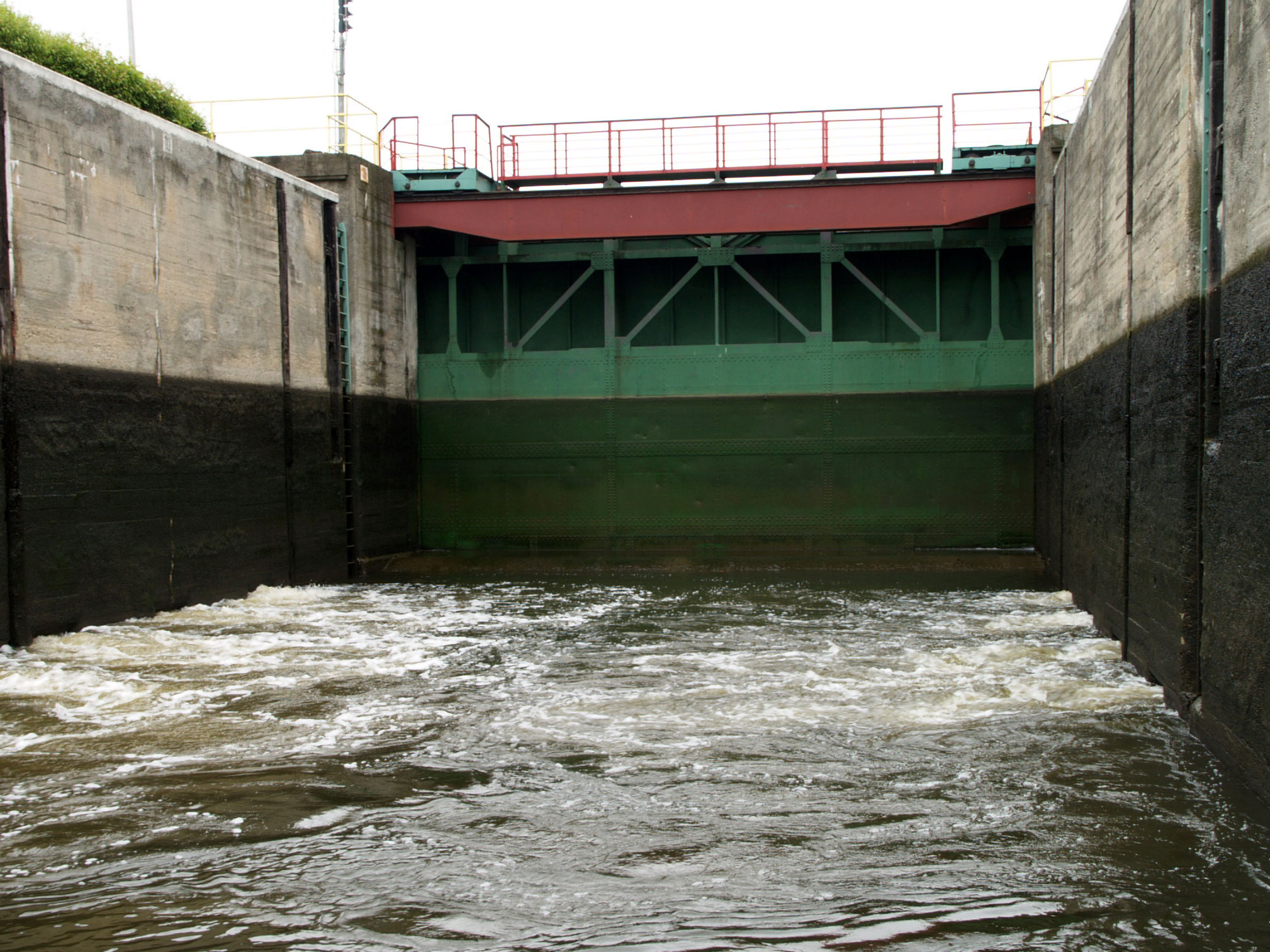
Napełnianie komory śluzy

Budowla jest śluzą jednokomorową. Jej całkowita długość wynosi 104 metry (przy wymiarach komory 85 m × 12 m). Nie ma wrót, lecz zasuwy płaskie, z uwagi na występujące na Wiśle stany wody wyższe niż na Kanale Żerańskim. Dzięki takiemu rozwiązaniu możliwe jest utrzymywanie piętrzenia wody zarówno od strony Kanału Żerańskiego, jak i od strony Wisły, gdy w czasie wezbrań poziom wody w rzece jest wyższy od poziomu wody w Jez. Zegrzyńskim. Tego rodzaju rozwiązanie czyni z niej śluzę o charakterze unikatowym.
Obydwie głowy śluzy oraz komora są konstrukcji betonowej, dozbrojonej. Komora śluzy, o głębokości 10 m, składa się z 5 sekcji, w dwóch z nich znajdują się galerie, połączone w płycie dna odcinkami kanału dobiegowego, służące do napełniania i opróżniania śluzy wodą. Zamknięcia obydwu głów stanowią płaskie, stalowe zasuwy, uszczelniane elementami drewnianymi. Dla ułatwienia przesuwania podwieszone są one na rolkach do zwodzonych, stalowych belek mostowych. Każda zasuwa jest napędzana niezależnie silnikami elektrycznymi, mechanizm przesuwu stanowi łańcuch Galla, ponadto istnieje możliwość ręcznego jej przesuwania przy pomocy mechanizmu korbowego. Czas przesuwania zapory przez napęd elektryczny: 2 min, ręcznie (przy dwóch osobach dla każdej z zasuw): 115 min. Po przesunięciu zasuw do wnęk bocznych następuje podniesienie mostu zwodzonego, leżącego nad zasuwami. Mechanizm podnoszenia mostu był elektryczny oraz, jako rezerwowy, ręczny. Czas podnoszenia mostu zwodzonego przy napędzie elektrycznym: 0,5 min, ręcznie: 18 min. Po remoncie w 1993 roku napęd elektryczny zmieniono na hydrauliczny.
Pulpit sterowniczy śluzy znajduje się w trzypiętrowej wieży znajdującej się przy śluzie. W wieży tej znajdują się również pomieszczenia obsługi i biura regionalnego nadzoru wodnego. Po obydwu stronach śluzy znajdują się awanporty ze stanowiskami cumowniczymi.

## Historia
Śluzę uruchomiono w 1963 roku, wraz z Kanałem Żerańskim i Stopniem Wodnym Dębe tworzy ona warszawski węzeł wodny. Śluza nosi imię inż. Tadeusza Tillingera, który był autorem koncepcji utworzenia połączenia żeglugowego od Żerania do Zegrza, oraz autorem wielu innych projektów hydrotechnicznych. Śluza była intensywnie eksploatowana w latach 60. i 70. XX wieku jako droga transportu kruszywa i zboża. Obecnie największe znaczenie ma dla ruchu turystycznego. W sezonie letnim codziennie korzysta z niej statek, obsługujący połączenie pomiędzy cyplem Czerniakowskim a Serockiem. W latach 1986–1987 było około 3200 śluzowań rocznie, w latach 2003–2004: 730-750, w 2011 – około 1000.
W 2005 przy śluzie prowadzono prace remontowe.